# 北海道教育大学附属札幌中学校
北海道教育大学附属札幌中学校（ほっかいどうきょういくだいがくふぞくさっぽろちゅうがっこう）は、札幌市北区あいの里に所在する北海道教育大学札幌校の附属教育研究機関（中学校）である。

## 沿革

### 略歴
この学校の起源は、1883年（明治16年）5月に札幌県師範学校の附属校として発足した創成小学校に遡る。
戦後の1947年（昭和22年）4月 には6・3制の導入によって、従来の在籍者を編入する形で、「北海道第一師範学校男子部附属中学校」となった。1949年5月に「北海道学芸大学北海道第一師範男子部附属中学校」となり、1950年9月には札幌市中央区に新校舎が竣工する。その後、「北海道学芸大学附属札幌中学校」、次いで「北海道教育大学教育学部附属札幌中学校」に名称を改める。
現校舎が完成したのは1987年11月であり、2004年（平成16年）4月に「国立大学法人北海道教育大学附属札幌中学校」に改称した。

### 年表
(年表における主要な出典は公式サイトによるものである)
- 1883年 5月 - 札幌県師範学校が設立され、創成小学校を附属校とする。
- 1886年 9月 - 庁立札幌師範附属小学校となる。
- 1887年 4月 - 北海道尋常師範学校附属小学校となる。
- 1898年 4月 - 北海道師範学校附属小学校と改称する。
- 1909年 4月 - 附属小学校に高等科第三学年をおく。
- 1914年 4月 - 北海道札幌師範学校附属小学校となる。
- 1926年 3月 - 附属小学校高等科第3学年を廃止する。
- 1941年 4月 - 北海道札幌師範学校附属国民学校となる。
- 1943年 4月 - 北海道第一師範学校男子部附属国民学校となる。
- 1947年 4月8日 - 六・三制の新学制実施に伴い、旧附属国民学校高等科1年修了者を中学2年に、同初等科6年修了者を中学1年に編入して、北海道第一師範学校男子部附属中学校として創設。学級数3、教官9名(小中兼務)。(札幌市南2条西15丁目)
- 1948年 4月8日 - 5学級に学級増、中学校教官は専任となる。
- 1948年 4月9日 - 生徒会の組織を作り生徒総会を開く。校章制定。
- 1949年 2月24日 - 校歌「我が学園」を制定する。
- 1949年 4月8日 - 6学級に学級増する。
- 1949年 5月31日 - 北海道学芸大学北海道第一師範男子部附属中学校となる。
- 1950年 9月25日 - 札幌市南22条西13丁目に校舎完成移転。
- 1951年 6月1日 - 北海道学芸大学附属札幌中学校となる。
- 1960年 11月12日 - 給食室を改造、完全給食となる。
- 1962年 10月1日 - 制服規定が制定される。
- 1964年 9月25日 - 第15回放送教育全国大会会場校となる。
- 1966年 4月1日 - 北海道教育大学教育学部附属札幌中学校と校名が改称される。
- 1967年 4月1日 -「ふじのめ学級」設置される。
- 1970年 4月1日 - 全学年3学級編成となる。(1学級増)
- 1971年 10月22日 - NHK全国学校音楽コンクール中学校の部で最優秀校となる。
- 1978年 3月19日 - 本校入試に抽選を取り入れる。
- 1981年 2月10日 - 北海道教育大学札幌分校・附属学校の移転が決まる。
- 1987年 11月10日 - 新校舎落成。
- 1993年 10月24日 - NHK全国学校音楽コンクール中学校の部で金賞を受賞する。
- 2004年 4月1日 - 国立大学法人化となり、北海道教育大学附属札幌中学校と校名が改称される。

## 特色
- NHK全国学校音楽コンクール中学校の部で1971年に最優秀、1993年に金賞を受賞している[1][2]。
- ユネスコスクールに認定されている[1]。

## 出身者
- 近藤駿介（原子炉工学者・東京大学名誉教授）
- 飯田隆（哲学者）
- 丹治愛（英文学者）
- 川村隆（東京電力ホールディングス取締役会長、元日立製作所取締役・代表執行役会長兼執行役社長）
- 近藤龍夫 (元北海道電力社長、元北海道経済連合会会長)
- 高木宏壽 (衆議院議員）
- 高橋毅（元米州開発銀行理事、高橋はるみ元北海道知事の夫）
- 竹島一彦（前公正取引委員会委員長、元国税庁長官）
- 外岡秀俊（作家、朝日新聞東京本社編集局長）
- 大崎善生（作家）
- 成田青央（作家）
- 木村俊光（声楽家）
- 北出菜奈（歌手）
- 鴨志田穣（フリージャーナリスト、カメラマン、エッセイスト）
- 大塚有理子（プロゴルファー）
- 渡辺みなみ（フリーアナウンサー）
- 斉藤舞子（フジテレビアナウンサー）